# Gaston Noury
Pour les articles homonymes, voir Noury.
Gaston Noury (17 décembre 1865 à Elbeuf - 21 septembre 1936 au Havre) est un peintre, pastelliste, affichiste et dessinateur français.

## Parcours

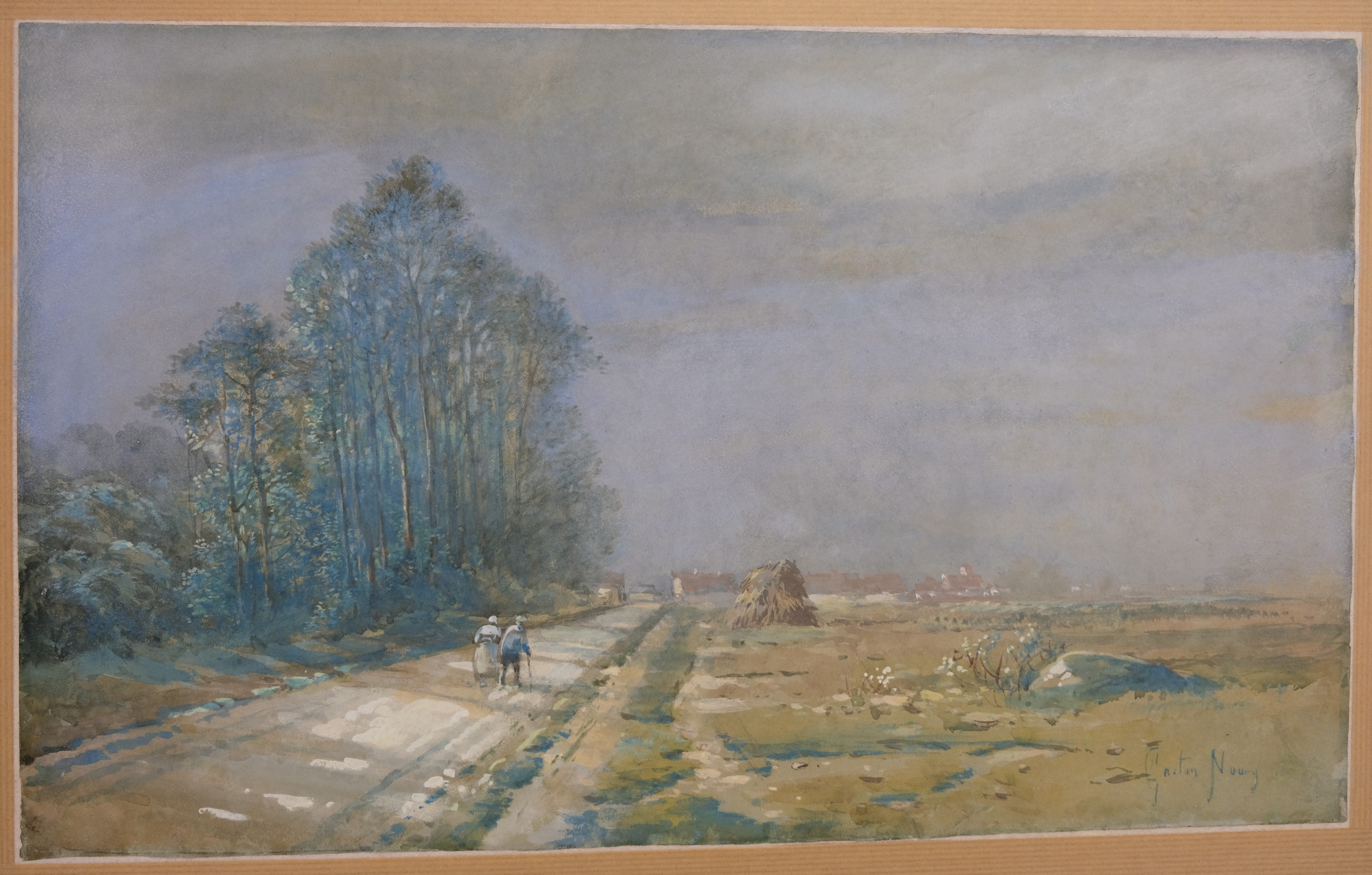
Couple cheminant. Aquarelle à rehauts de gouache. Collection particulière.

Gaston Arcade Noury naît le 17 décembre 1865 à Elbeuf, fils du peintre et ornithologue Arcade Alphonse Noury (1842-1922) et d'Élise Alexandrine Lecoq (1844-1907).
Les ancêtres Noury comptent des savants et des médecins.
Après avoir travaillé aux côtés de son père, il fréquente le Laboratoire physiologique du Havre, où il se passionne pour les sciences et la médecine. Il y contribue aux albums illustrés L'Aquarium du Havre et L'Estuaire de la Seine.
Il suit aussi des cours chez le peintre Félix-Auguste Clément puis travaille entre Le Havre et Paris, où il s'établit vers 1889 pour devenir artiste.
Il réalise des illustrations pour Xavier Privas et des journaux tels La Chronique parisienne, Saint-Nicolas, Gil Blas illustré, Journal amusant (1889-1890), Le Journal et Les Hommes d'aujourd'hui.

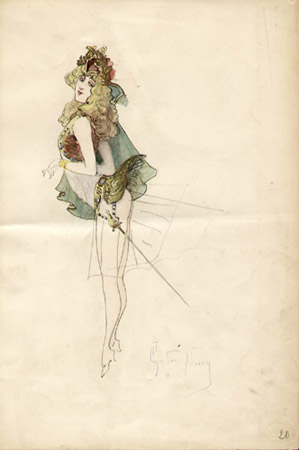
Costume. Dessin. 1910.

En 1892, il produit une affiche destinée aux grandes fêtes des Tuileries, Pour les pauvres de France et de Russie.  En 1894, il exécute l'affiche du Salon des Cent dont le motif est repris, en 1902, dans la collection des cent.
Vers 1908-1910, il dessine des maquettes de costumes pour les établissements montmartrois le Moulin Rouge et le Cabaret des Ambassadeurs.
Entre 1905 et 1925, il illustre aussi des ouvrages - vendus sous le manteau - traitant de pratiques sadomasochistes telle la flagellation.
En décembre 1913, il épouse à Grigny Yvonne Louise Marie Gaillard, née le 14 janvier 1896 à Paris (14e), fille d'un journalier et d'une concierge du quartier de la Goutte-d'Or.
En octobre 1918, sa femme est emportée par la grippe espagnole. Profondément affecté, il revient au Havre puis s'installe à Sainte-Adresse, non loin de la maison de Sarah Bernhardt. Il se consacre tout entier à son art. Il pratique la peinture à l'huile, la gouache, l'aquarelle mais aussi le pastel.
Refusant de se remarier, il élève seul ses trois enfants (Pierre [1913-1987], Nelly [1914-1995] et Andrée Noury). Durant ses dernières années, il connaît la misère : faute de pouvoir acheter des toiles, il peint sur du contreplaqué. Ses dernières productions semblent avoir été des natures mortes de fleurs, son état de santé ne lui permettant plus de se déplacer.

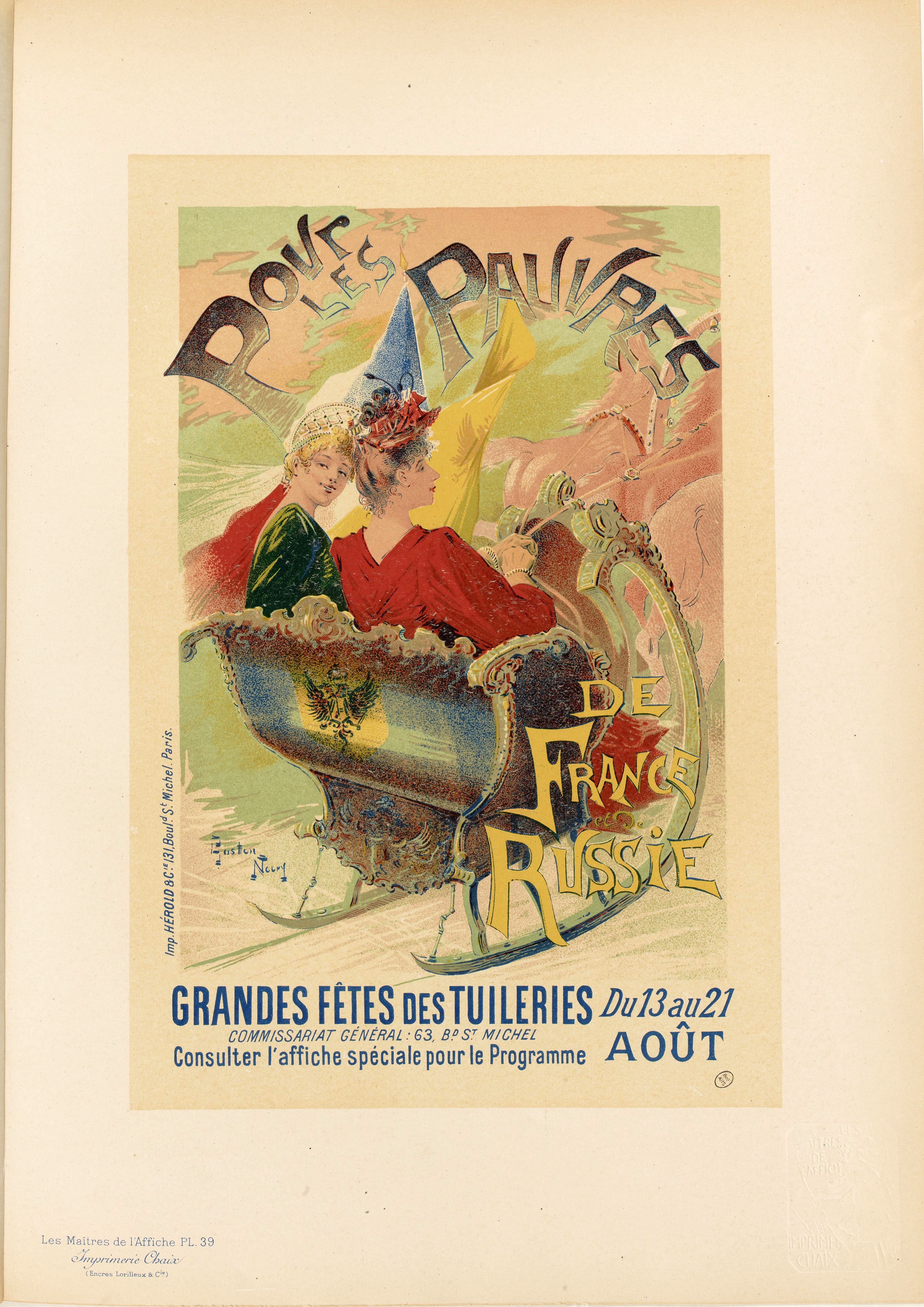
Pour les Pauvres de France et Russie, reproduite dans Les Maîtres de l'affiche

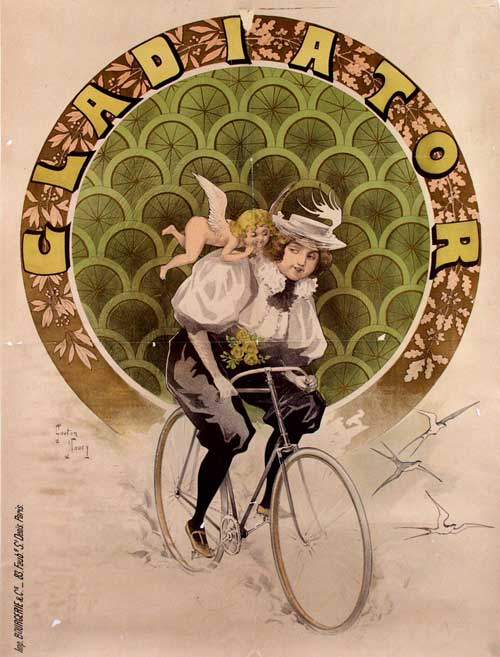
Affiche pour Gladiator.

Il décède le 21 septembre 1936 au Havre d'une crise d'urémie, après de longues souffrances.
Il est inhumé le 24 septembre au cimetière Sainte-Marie (40e division - Carré A - tombe 26), auprès de ses parents.
Une bonne partie de son œuvre a disparu lors des bombardements aériens de la Seconde Guerre mondiale.

## Affiches
- 1894 : Pour les pauvres de France et Russie
- 1894 : Salon des Cent
- [1902 ?] : Cycles Gladiator
- nc : Cycles Chevreuil
- nc : Le Père Didier, affiches et bouquins
- nc : Les corsets Le Furet
- nc : Vélodrome de Tours

## Ouvrages érotiques
Les auteurs publiaient sous pseudonyme :
- Nouvelles galantes d'un évêque d'Agen de Matteo Bandello (Société parisienne d'édition, 1904)
- Le Masochisme en Amérique de Pierre Dumarchey (1905)
- Tableau de l'amour charnel d'Alphonse Gallais (1911)
- Les Cinglades passionnées de Carlo Albérica (Librairie artistique, 1911)
- Le Fouet (Roman cinglant) de Carlo Albérica (Librairie Artistique et Fin de Siècle, 1914)
- Fouetteurs & fouettés du Dr. Eynon ([1908?], 1925)
- Maison de rendez-vous de Jean de Merlin (1925)
- La Voluptueuse Souffrance de Max des Vignons (1925)

## Œuvres en collections publiques
- L'atelier du taxidermiste, 1888, huile sur toile, Musée d'Elbeuf
- Néréide, huile sur toile, Musée d'Elbeuf